# Kalyna (cifrario)
Kalyna (in ucraino Калина?, "viburno") è un algoritmo di cifratura a blocchi a chiave simmetrica sviluppato in Ucraina e adottato come standard nazionale di crittografia col nome di DSTU 7624:2014 in seguito a una competizione di crittografia.
È una rete a sostituzione e permutazione basata sul Rijndael, ma con un gestore della chiave differente, S-Box diverse e una matrice MDS di dimensioni maggiori.
Supporta blocchi di dimensione 128, 256 e 512 bit e la lunghezza della chiave può essere uguale o doppia della dimensione del blocco. A seconda della lunghezza della chiave, l'algoritmo effettua 10, 14 o 18 cicli di processamento.
| Lunghezza della parola | Dimensione del blocco | Lunghezza della chiave | Identificativo | Cicli di processamento |
| ---------------------- | --------------------- | ---------------------- | -------------- | ---------------------- |
| 64 bit                 | 128 bit               | 1×128 = 128 bit        | Kalyna-128/128 | 10                     |
| 64 bit                 | 128 bit               | 2×128 = 256 bit        | Kalyna-128/256 | 14                     |
| 64 bit                 | 256 bit               | 1×256 = 256 bit        | Kalyna-256/256 | 14                     |
| 64 bit                 | 256 bit               | 2×256 = 512 bit        | Kalyna-256/512 | 18                     |
| 64 bit                 | 512 bit               | 1×512 = 512 bit        | Kalyna-512/512 | 18                     |